# Alexander Baburin
Aleksandr Baburin [también Alex o Alexander; en idioma ruso: Александр Евгеньевич Бабурин] (Gorki (Nizhni Nóvgorod), 19 de febrero de 1967) es un jugador de ajedrez irlandés de origen ruso, que tiene el título de Gran Maestro desde 1996. En 1993 se fue a vivir a Dublín y adquirió la nacionalidad irlandesa. En la lista Elo de la Federación Internacional de Ajedrez (FIDE) de octubre de 2015, tenía un Elo de 2490 puntos, lo que le convertía en el jugador número 1 (en activo) de Irlanda. Su máximo Elo fue de 2600 puntos, en la lista de enero de 1998 (posición 70 en el ranking mundial).

## Trayectoria y resultados en competición
En 1991 Baburin fue primero en el torneo de Budapest, empatado con Christofer Lutz. En 1995 empató también en el primer lugar en Dublín y en 1999 volvió a empatar para el primer puesto con Tiger Hillarp Persson en la 'Politiken Cup' en Copenhague. En 2007 fue primero en el torneo de San Francisco (California) y en el de la Isla de Man, con 8 de 9 puntos posibles. Al año siguiente ganó el Campeonato de Irlanda en la única ocasión que ha participado, no sin cierta controversia, al no ser irlandés de nacimiento. Ha participado, representando a Irlanda, en seis Olimpiadas de ajedrez, entre 1996 y 2008, siempre en el primer tablero, con un resultado global de +18 -12 =37.
Además, Baburin es editor jefe del diario de ajedrez distribuido por correo electrónico, Chess Today. También ha escrito para la editorial Batsford el libro Winning Pawn Structures (2003, ISBN 978-0-7134-8009-2).